# Simfonia nr. 10 (Mahler)
Simfonia nr. 10 a lui Gustav Mahler a fost compusă în vara anului 1910 și a fost ultima sa compoziție. La momentul morții lui Mahler lucrarea era în mare parte finalizată sub forma unei schițe continue dar nu era complet elaborată și în mare parte neorchestrată; nu putea fi interpretată în acel stadiu. Doar prima parte este considerată suficient de completă și interpretabilă după cum a vrut Mahler. Probabil ca o reflectare a neliniștii interioare pe care o trăia la vremea respectivă (Gustav știa că are o inimă defectuoasă iar soția sa a devenit infidelă), Simfonia nr. 10 este indiscutabil cea mai disonantă lucrare a sa din punct de vedere muzical.

## Compoziția
Mahler a început să lucreze la această Simfonie în Toblach în iulie 1910 și a terminat lucrul în luna septembrie a aceluiași an. Nu a reușit niciodată să termine schița orchestrală înainte de moartea sa prematură la vârsta de cincizeci de ani în urma unei infecții cu streptococ a sângelui său.
Proiectele și schițele Simfoniei nr. 10 există sub forma a 72 de pagini de partitură orchestrală, 50 de pagini de partitură simplă continuă (din care lipsesc două pagini) și încă 44 de pagini de schițe preliminare, proiecte și inserții. În forma în care Mahler a lăsat-o simfonia este alcătuită din cinci părți:
1. Andante - Adagio: 275 de măsuri schițate sub formă de partitură simplă și orchestrală;
2. Scherzo: 522 de măsuri schițate sub formă de partitură simplă și orchestrală;
3. Purgatorio. Allegro moderato: 170 de măsuri sub formă de partitură simplă dintre care primele 30 au fost schițate sub formă orchestrală;
4. Scherzo. Nicht zu schnell: în jur de 579 de măsuri schițate sub formă de partitură simplă;
5. Finale. Langsam, schwer: 400 de măsuri schițate sub formă de partitură simplă;

Partiturile simple erau structurate pe patru portative. Desemnarea unor părți era modificată pe măsură ce lucrul avansa: de exemplu partea a doua a fost inițial gândită ca final. Partea a patra a fost și ea relocalizată de câteva ori. Mahler a început apoi să lucreze la schița orchestrală a simfoniei care începe să arate câteva semne de grabă după prima jumătate a primei părți. A reușit să orchestreze primele două părți și primele 30 de măsuri ale celei de-a treia părți când a pus deoparte lucrarea pentru a efectua ultimele revizuiri ale Simfoniei nr. 9.
Circumstanțele din jurul compoziției simfoniei erau destul de neobișnuite. Mahler era la apogeul abilității compoziționale dar viața sa personală era complet dezordonată, afectată de descoperirea faptului că soția sa Alma a avut o relație cu arhitectul Walter Gropius. Mahler a căutat consiliere din partea lui Sigmund Freud și în pragul premierei de succes de la Munchen a dedicat Simfonia nr. 8 Almei într-o încercare disperată de a reface relația. Mintea neliniștită a lui Mahler se regăsește în comentariile disperate (majoritatea adresate Almei) scrise pe manuscrisul simfoniei și au influențat compoziția sa: pe ultima pagină a partiturii simple a ultimei părți Mahler a scris "für dich leben! für dich sterben" ("Pentru tine să trăiesc! Pentru tine să mor!").
Instrumentația simfoniei nu poate fi definită cu precizie din cauza stadiului incomplet al schiței orchestrale. Totuși în partitura simplă sunt câteva indicații cu privire la instrumentație iar o parte din orchestrație poate fi presupusă după cele trei părți ale schiței orchestrale, dintre care forțele posibile includ: patru flauturi, piculină, patru oboaie, patru clarinete în Si bemol și La, unul dublând clarinetul în Mi bemol, trei fagoturi, două contrafagoturi, patru corni, patru trompete, patru tromboni, tubă, două seturi de timpane, gong, tobă mică, harpă și coarde: vioara I și II, viole, violoncele și contrabasuri. Orchestrația păstrată nu specifică un corn englez sau clarinet bas, tobă mare, talgere sau trianglu, deși Mahler folosea adesea aceste instrumente în simfoniile sale precedente.

## Finalizarea lucrării

### Primele încercări
După moartea lui Mahler nu a avut loc nicio încercare imediată de a termina simfonia sau de a fi aranjată sub formă interpretabilă, deși unele persoane precum Paul Stefan au descris calitatea înaltă a lucrării sub forma schițată. Arnold Schönberg a exprimat opinia conform căreia nimeni nu poate să compună o a zecea simfonie fără să moară după aceea (conform blestemului celei de-a noua simfonii) iar un raport interpretat greșit al lui Richard Specht a sugerat faptul că Mahler dorea ca manuscrisul să fie ars după moartea sa. Prin urmare abia în anii 1920 Alma Mahler-Werfel a cerut compozitorului Ernst Krenek să facă o copie decentă a schiței orchestrale a lui Mahler dar deoarece schița lui Mahler a Scherzo-ului era foarte vagă acest lucru nu era fezabil. Alban Berg a fost angajat să corecteze lucrarea dar corectările sale sugerate nu au fost niciodată aplicate și, în același timp, au fost efectuate modificări neautorizate, posibil de unul dintre dirijorii primelor două interpretări, Franz Schalk și Alexander von Zemlinsky. Krenek a renunțat la modificările versiunii sale care a fost ulterior publicată.
În 1923 Alma a trimis o copie a partiturii și lui Willem Mengelberg în Amsterdam cu indicația că cele două părți (Adagio și Purgatorio) erau "complet interpretabile". La puțin timp după ce Schalk a interpretat partitura lui Krenek (cu modificările sale proprii) pe 12 octombrie 1924, Alma a trimis partitura lui Schalk către Mengelberg care a pregătit propria sa ediție cu ajutorul lui Cornelis Dopper. Această versiune utilizează o orchestră mai mare și au fost efecuate modificări semnificative în dinamică și tempo. A avut premiera pe 27 noiembrie 1924 la Amsterdam Mengelberg și a mai fost interpretată de câteva ori sub bagheta lui Mengelberg.
În curând s-a ajuns la concluzia că o versiune interpretabilă a doar două părți nu oferea ascultătorilor o idee clară a întregii simfonii așa că în anii 1940 entuziastul Mahler american Jack Diether a încercat să încurajeze câțiva compozitori să finalizeze lucrarea, inclusiv Dmitri Shostakovich, Arnold Schönberg și Benjamin Britten (toți trei puternic influențați de lucrările lui Mahler) dar niciunul nu a acceptat. Sarcina a fost apoi preluată de muzicologi: primele încercări de a finaliza lucrarea au fost efectuate în America de Clinton Carpenter (finalizată în 1949 și revizuită substanțial în 1966), în Germania de Hans Wollschläger (1952-1962, retrasă) și în Anglia de Joe Wheeler (1953-1965) și Deryck Cooke.

### Versiunile lui Deryck Cooke
Edițiile de interpretare ale lui Deryck Cooke pot fi rezumate după cum urmează:
- Cooke "0" (1960, nepublicată): Aceasta a apărut după o interpretare și o conferință susținută la postul de radio BBC Third Programme cu ocazia aniversării a 100 de ani de la nașterea lui Mahler.
- Cooke I - prima versiune de interpretare completă (1960-1964, nepublicată): A avut premiera pe 13 august 1964 sub bagheta lui Berthold Goldschmidt
- Cooke II - a doua versiune de interpretare completă (1966-1972, publicată în 1976): a avut premiera pe 15 octombrie 1972 sub bagheta lui Wyn Morris[4]
- Cooke III - o versiune ușor modificată a celei din 1976 (publicată în 1989)

### Alte versiuni complete
Clinton Carpenter (1921-2005) a început să lucreze la ediția sa cu mult înaintea lui Cooke deși a considerat versiunea sa mai degrabă o "completare" decât o "versiune pentru interpretare". Deși a finalizat această versiune în 1949 (revizuită în 1966), prima interpretare a avut loc abia în 1983.
O completare a lui Joseph Wheeler datează din 1953 până în 1965 și, la fel ca și Cooke, și-a modificat ideile de câteva ori. Astfel versiune finală din 1965 este de fapt a patra încercare. Compozitorul american Remo Mazzetti Jr. consideră a patra versiune a lui Wheeler ca fiind cea mai apropiată stilului orchestral târziu al lui Mahler. Intervențiile lui Wheeler sunt opusul celor ale lui Carpenter și este mai puțin intervenționist chiar și decât Cooke: a făcut modificări doar unde interpretarea era imposibilă. Efectul este mai diminuat față de alte versiuni deși a amplificat secțiunea alămurilor mai mult decât Cooke.

## Formă muzicală
Introducerea simfoniei (care este în gama Fa diez major) menține o conexiune cu ultima parte a Simfoniei nr. 9. O melodie Andante lungă și tristă interpretată doar de viole duce către o expozițiune a primei teme lente de către coarde. Această temă este dezvoltată și este prezentată o altă temă, mai veselă. Muzica se pierde iar violele repetă tema introductivă. Cu puține variațiuni adagio-ul de început este repetat și dezvoltat cu o intensitate ascendentă. Și aceasta dispare făcând loc unor variațiuni a celei de-a doua teme. Aceasta se dezvoltă spre un climax: a variațiune extrem de puternică a primei teme. Această puternică repetarea culminează cu o disonanță terifiantă. După această izbucnire muzica devine foarte tăcută și nu sugerează nicio rezolvare a întunecimii climaxului.
A doua parte, prima din cele două Scherzo-uri, constă în două idei principale, prima fiind marcată de numeroase schimbări ale metrului care ar fi fost o provocare pentru stilul dirijoral al lui Mahler dacă ar fi trăit să dirijeze simfonia. Aceasta alternează cu un Ländler vesel și tipic pentru Mahler. Este aproape sigur că Paul Stefan a avut această parte în minte când a descris simfonia ca și conținând "veselie, chiar exuberanță".
Partea Purgatorio (întitulată inițial Purgatorio oder Inferno ("Purgatoriu sau Infern") dar cuvântul "Infern" a fost eliminat) este o vinietă scurtă ce prezintă o confruntare între melodii triste și vesele acompaniate de un perpetuum mobile care sunt apoi eliminate de o muzică diabolică. Această parte scurtă nu se termină în purgatoriu deoarece după o scurtă recapitulare un arpegiu de harpă și lovitură de gong o elimină starea. Este consemnată la pierzanie de o ultimă exprimare macabră a contrabașilor.
Scena este acum pregătită pentru particularitățile celui de-al doilea scherzo, ce are un caracter oarecum hărțuit. Există o scriere pe prima pagină a părții pentru a semnifica faptul că în această parte "Diavolul dansează cu mine" iar la final Mahler scrie "Ah! Doamne! Adio, lira mea!". Versiunea lui Cooke finalizează partea cu o codă interpretată de percuție și se intră direct în ultima parte. Acest scherzo nu se aseamănă ca și spirit cu primul scherzo; este mult mai grav și mai sinistru. Unii îl consideră ca fiind ultimul "Scherzo de groază" al lui Mahler.
Greutatea emoțională a simfoniei este rezolvată într-o ultimă parte lungă ce incorporează și leagă împreună muzică din părțile precedente unde pasajul introductiv al simfoniei, acum transferat cornilor, este răspunsul ce calmează puternica disonanță ce a zguduit sfârșitul primei părți. Muzica flautului solo auzită după scena funerară introductivă revine pentru a încheia simfonia într-un mod pașnic și, neașteptat, în gama principală Fa diez major. Schița acestei părți evidențiază faptul că Mahler a compus inițial finalul în Si bemol major dar în timpul revizuirii a transpus muzica în Fa diez, gama primei părți.